# IP pomocí poštovních holubů
IP pomocí poštovních holubů (IP over Avian Carriers, IPoAC) je v počítačových sítích vtipně popsaný návrh, jak přenášet internetový protokol (IP) pomocí ptáků, jako jsou poštovní holubi. Přenos IP pomocí poštovních holubů byl původně popsán v RFC 1149 vydaném IETF, které napsal D. Waitzman a bylo zveřejněno 1. dubna 1990 (jako jedno z několika aprílových RFC).

## Podrobnosti
Waitzman popsal vylepšení protokolu v RFC 2549 (IP over Avian Carriers with Quality of Service) dne 1. dubna 1999. Později v RFC 6214 vydaném dne 1. dubna 2011 a 13 let po zavedení IPv6, Carpenter a Hinden zveřejnili Úpravu RFC 1149 pro IPv6.
IPoAC byla úspěšně vyzkoušena, ale pouze pro devět paketů dat, kde poměr ztráty paketů činil 55 % (v důsledku chyby uživatele) a doba odezvy byla v rozmezí od 3000 sekund (~54 minut) do více než 6000 sekund (~1,77 hodin). Z toho vyplývá, že technologie trpí velkou latencí. Ale pro přenosy velkých objemů dat jsou ptačí dopravci schopni dosáhnout vysoké průměrné datové propustnosti. Během posledních 20 let se hustota informace uložené na paměťových médiích a tedy i šířka pásma ptačího dopravce zvýšila 3krát, tak jako šířka pásma Internetu. IPoAC může dosáhnout větší šířky pásma než na internetu, když se ve venkovských oblastech použije více ptačích dopravců. Například v případě 16 poštovních holubů, z nichž každý je vybaven osmi 512 GB SD kartami, kdy bude dosažení cíle trvat hodinu, bude dosažená propustnost převodu činit 145,6 Gbit/s (zanedbáme-li přenos dat do a z SD karty).

## Provedení v reálném životě
Dne 28. dubna 2001 byl IPoAC realizován skupinou „Bergen Linux user group“ pod názvem CPIP („Carrier Pigeon Internet Protocol“). Bylo posláno devět paketů na vzdálenost přibližně pět kilometrů (tři míle), kdy každý z holubů nesl individuální paket, který obsahoval jeden ping (ICMP Echo Request). Do cíle dorazily čtyři odpovědi:
```
Script started on Sat Apr 28 11:24:09 2001
vegard@gyversalen:~$ /sbin/ifconfig tun0
tun0      Link encap:Point-to-Point Protocol
          inet addr:10.0.3.2  P-t-P:10.0.3.1  Mask:255.255.255.255
          UP POINTOPOINT RUNNING NOARP MULTICAST  MTU:150  Metric:1
          RX packets:1 errors:0 dropped:0 overruns:0 frame:0
          TX packets:2 errors:0 dropped:0 overruns:0 carrier:0
          collisions:0
          RX bytes:88 (88.0 b)  TX bytes:168 (168.0 b)

vegard@gyversalen:~$ ping -c 9 -i 900 10.0.3.1
PING 10.0.3.1 (10.0.3.1): 56 data bytes
64 bytes from 10.0.3.1: icmp_seq=0 ttl=255 time=6165731.1 ms
64 bytes from 10.0.3.1: icmp_seq=4 ttl=255 time=3211900.8 ms
64 bytes from 10.0.3.1: icmp_seq=2 ttl=255 time=5124922.8 ms
64 bytes from 10.0.3.1: icmp_seq=1 ttl=255 time=6388671.9 ms

--- 10.0.3.1 ping statistics ---
9 packets transmitted, 4 packets received, 55% packet loss
round-trip min/avg/max = 3211900.8/5222806.6/6388671.9 ms
vegard@gyversalen:~$ exit

Script done on Sat Apr 28 14:14:28 2001
```

Ve francouzském Národním shromáždění zmínila tento experiment Martine Billardová během debaty o Hadopi.

## Rizika
V prosinci roku 2005 byla zpráva firmy Gartner o ptačí chřipce (která dospěla k závěru, že „pandemie nebude mít přímo vliv na IT systémy“), humorně kritizována za to, že ve své analýze zanedbává vliv na RFC 1149 a RFC 2549.

## Další ptačí metody přenosu dat
Fotografové na raftech již používají holubů jako sneakernet pro přepravu digitálních fotografií na flash médiích z fotoaparátu do cestovní kanceláře. Jeden holub může být schopen přenášet desítky GB dat na více než 30 mílovou vzdálenost přibližně hodinu, což dává v průměru přenosovou rychlost srovnatelnou s aktuálními ADSL standardy, i když se počítá se ztracením disků.
Marketingový tým regionální společnosti The Unlimited v Jižní Africe po inspiraci RFC 2549 se dne 9. září 2009 rozhodl uspořádat „holubí závod“ mezi jejich domácím holubem „Winstonem“ a místní telekomunikační společností Telkom SA. Závod spočíval v poslání 4 GB dat z Howicku do Hillcrestu, vzdálených od sebe přibližně 60 km. Holub nesl microSD kartu a soutěžil proti ADSL lince od firmy Telkom. Winston porazil v přenosu dat Telkom ADSL v celkovém času dvě hodiny, šest minut a 57 sekund od nahrání dat na microSD kartu do dokončení stažení dat z karty. V době Winstonova vítězství byl ADSL přenos těsně pod 4% hranicí.
V listopadu 2009 opakoval tento experiment australský televizní program Hladové šelmy. Jeho tým přijal výzvu po ohnivém zasedání parlamentu, při němž vláda zkritizovala opozici za nepodpoření telekomunikační investice, se slovy, že pokud by rozhodovala opozice, Australané by přenášeli data přes poštovní holuby. Tým četl o jihoafrickém experimentu a předpokládal, že v rozvinuté západní zemi, jakou je Austrálie, bude rychlost vyšší. Experiment se zabýval přenosem 700 MB souboru pomocí tří doručovacích metod, aby se určilo, která by byla nejrychlejší. Poštovní holub nesl microSD kartu, auto vezlo USB flash disk a ADSL linka byla od firmy Telstra (největší australský telekomunikační poskytovatel). Data byla poslána z Tarana na venkově Nového Jižního Walesu do západní Sydney na předměstí Prospect v Novém Jižním Walesu na vzdálenost 132 km po silnici. Přibližně v polovině závodu připojení k internetu nečekaně spadlo a převod musel být restartován, holub vyhrál závod s časem přibližně 1 hodina a 5 minut, auto dojelo druhé za 2 hodiny a 10 minut, zatímco na internetu se převod nedokončil poté, co spadl podruhé. Nejvyšší odhadovaný čas na dokončení uploadu byl 9 hodin a v žádném případě odhadovaný čas dokončení neklesl pod 4 hodiny.
Podobný „holubí závod“ byl proveden Michelle Brumfieldovou ve venkovském Yorkshire, Anglie: doručení pětiminutového videa korespondentovi BBC do 75 kilometrů vzdáleného Skegness. V souboji bojoval holub (opět nesoucí paměťové karty) proti nahrání videa na YouTube přes širokopásmové připojení od firmy British Telecom. Holub dorazil asi po devadesáti minutách, zatímco upload byl stále neúplný – jednou selhal během nahrávání.
V září 2010 postavili ISP Timico UK pár poštovní holubů proti venkovskému širokopásmovému připojení, aby zjistili, kdo bude rychlejší. Každý holub přenášel microSD kartu s 200 MB HD video dat, zatímco bylo současně použito typické internetové připojení k nahrání stejného videa na YouTube. Toto bylo učiněno s cílem zvýšit povědomí o špatné rychlosti Internetu, kterou zažilo mnoho venkovských uživatelů. Holubi dodali údaje za hodinu a čtvrt, kdy byla pouze čtvrtina z údajů nahrána na YouTube přes širokopásmové připojení.